# 日禎
日禎（にっしん、永禄4年（1561年） - 元和3年（1617年））は戦国時代、安土桃山時代の日蓮宗の高僧。藤原北家日野氏流、広橋国光の子。兄弟に広橋兼勝、日野輝資。究竟院。本圀寺（当時は本國寺といった）16世、後に常寂光寺開山。

## 生涯
広橋国光の子として生まれる。幼い頃、本國寺15世日栖の門に入り、18歳にして同寺16世となる。文禄4年（1595年）、豊臣秀吉が建立した方広寺大仏殿（京の大仏）千僧供養に不受不施義の教義を守って出仕しなかった。
文禄5年（1596年）4月に本國寺を発ち、開祖の日蓮の佐渡の霊跡を巡拝した。同年、京に戻ると小倉山に常寂光寺を開山して隠棲した。
京の町衆に篤く信頼されており、豪商角倉了以が嵯峨の小倉山の土地を寄進した。のちに了以の大堰川改修工事を支援している。
元和3年（1617年）、死去。